# سرايا الأشتر
تنظيم المقاومة الإسلامية في البحرين أو المعروف بـ سرايا الأشتر، تأسس أواخر العام 2012، الذي يرى وجوب قيام ثورة مسلحة، وأخذت اسمها (الأشتر) نسبة إلى مالك بن الحارث الأشتر الذي كان من أصحاب علي بن أبي طالب وكان والي مصر في زمنه.

## التأسيس
تأسس تنظيم المقاومة الإسلامية في البحرين «سرايا الأشتر»، في مارس 2012، ويلقى دعماً من إيران والجماعات الشيعية العراقية المرتبطة بالحرس الثوري الإيراني.
ويقود التنظيم كل من أحمد يوسف سرحان المعروف باسم أبو منتظر، وجاسم أحمد عبد الله المعروف باسم ذو الفقار، وكلاهما بحرينيان هاربان، ويعتقد بأنهما يتواجدان في إيران.

## تصنيفها كمنظمة إرهابية
بتاريخ 8 يوليو 2017 أعلنت في بيان مشترك كل من المملكة العربية السعودية، وجمهورية مصر العربية، ودولة الإمارات العربية المتحدة، ومملكة البحرين بأن منظمة سرايا الأشتر هي منظمة إرهابية تدعمها إيران وقطر، كما أن موقع وزارة الخارجية الأمريكية ذكر بأن سرايا الأشتر هي منظمة إرهابية ووضع الموقع أسماء بعض المنتمين لها بقائمة المطلوبين للعدالة بتهمة الإرهاب. كما أدرجتها الحكومة بريطانيا كمنظمة إرهابية.

## استهداف أم الرشراش

#### 27 أبريل
نشرت سرايا الأشتر بيانًا بتاريخ 2 مايو 2024 قالت فيه إنها استهدفت الشركة المسؤولة عن النقل البري لإسرائيل «تراك نت» في أم الرشراش (إيلات المحتلة) بطائرة مسيرة، وذكرت أن الاستهداف حصل بتاريخ 27 أبريل 2024. وأكد البيان على استمرار العمليات نصرةً لغزة والشعب الفلسطيني. كما نشرت لاحقًا فديو يوثق الاستهداف.

#### 2 مايو
نشرت الجماعة بيانًا آخرًا بتاريخ 4 مايو 2024 ذكرت فيه أنها استهدفت هدفًا حيويًا في إيلات مجددًا، وذكرت أن الاستهداف كان بتاريخ 2 مايو 2024.